# Ctimene
Ctimene is een geslacht van vlinders uit de familie van de spanners (Geometridae) en de onderfamilie Ennominae.

## Soorten
- C. alboguttata Pagenstecher, 1896
- C. aurinata Walker, 1864
- C. basistriga Walker, 1864
- C. bistrigata Warren, 1896
- C. colenda Swinhoe, 1902
- C. conjunctiva Warren, 1905
- C. deceptrix Prout, 1931
- C. detecta Warren, 1907
- C. fidonioides Walker, 1864
- C. flavannulata Warren, 1899
- C. fulvimacula Warren, 1895
- C. hieroglyphica Walker, 1864
- C. hyaloplaga Warren, 1896
- C. hysginospila Prout, 1916
- C. intercisa Walker, 1865
- C. interspilata Warren, 1899
- C. magata Felder, 1874
- C. minor Felder
- C. nocturnignis Holloway, 1979
- C. oblongata Swinhoe, 1900
- C. obnubilata Warren, 1898
- C. ocreata Prout, 1922
- C. oppositata Warren, 1896
- C. plagiata Walker, 1864

- C. quadripartita Walker, 1864
- C. rubropicta Thierry-Mieg, 1915
- C. salamandra Kirsch, 1877
- C. septemnotata Warren, 1897
- C. spilognota Prout, 1931
- C. synestia Edward Meyrick, 1886
- C. tenebricosa Prout, 1924
- C. tricinctaria Linnaeus, 1767
- C. unifascia Warren, 1899
- C. vacuata Warren, 1898
- C. velata Warren, 1906
- C. xanthomelas Boisduval, 1832